# Teatro Dom Roberto

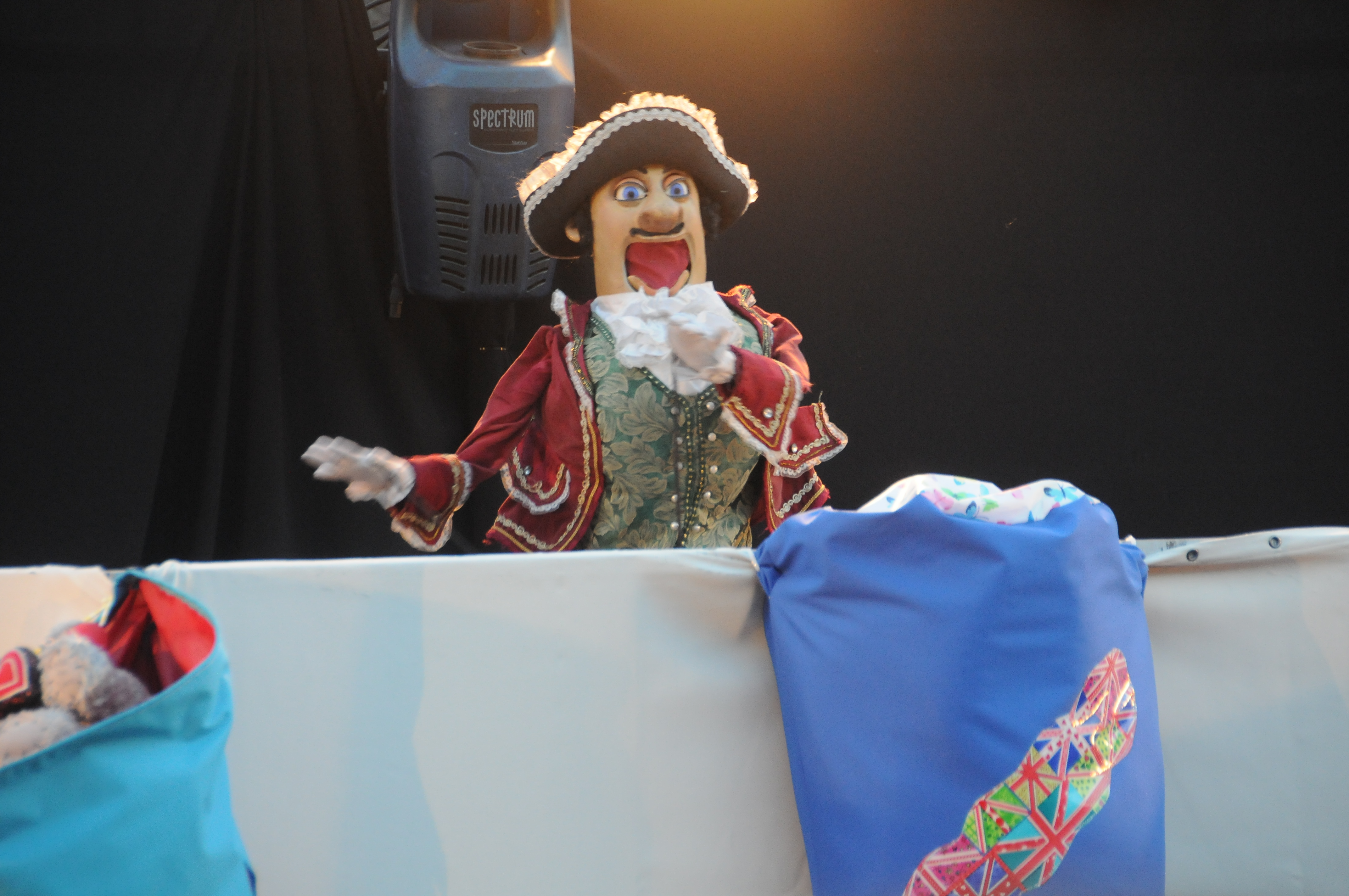
Marioneta do Teatro Dom Roberto, em Óbidos

Teatro Dom Roberto ou teatro dos Robertos é um género popular português de teatro de marionetas. 

## Caracterização
Uma das suas principais características é o facto de todas as personagens falarem com "voz de palheta", razão pela qual o vocabulário se baseia num conjunto de palavras e onomatopeias com predominância da letra "R", como rapaz, touro, arroz, Rita, brrr, pruri. O género é o mais ocidental dos descendentes de Polichinelo e foi introduzido em Portugal por marionetistas italianos e franceses no século XVII. No entanto, ao contrário das tradições europeias, os bonecos, denominados "robertos", não têm um tipo físico determinado. 
O termo generalizou-se a partir do século XVIII e tem provável origem numa comédia de cordel intitulada "Roberto do Diabo", uma das mais importantes peças do repertório clássico de fantoches europeu. Outra teoria argumenta que o nome tem origem num empresário de teatros de fantoches chamado Roberto Xavier de Matos.

## Reconhecimento
Passou a integrar o Inventário de Património Cultural Imaterial português, em 2021. 